# Julius Uschner

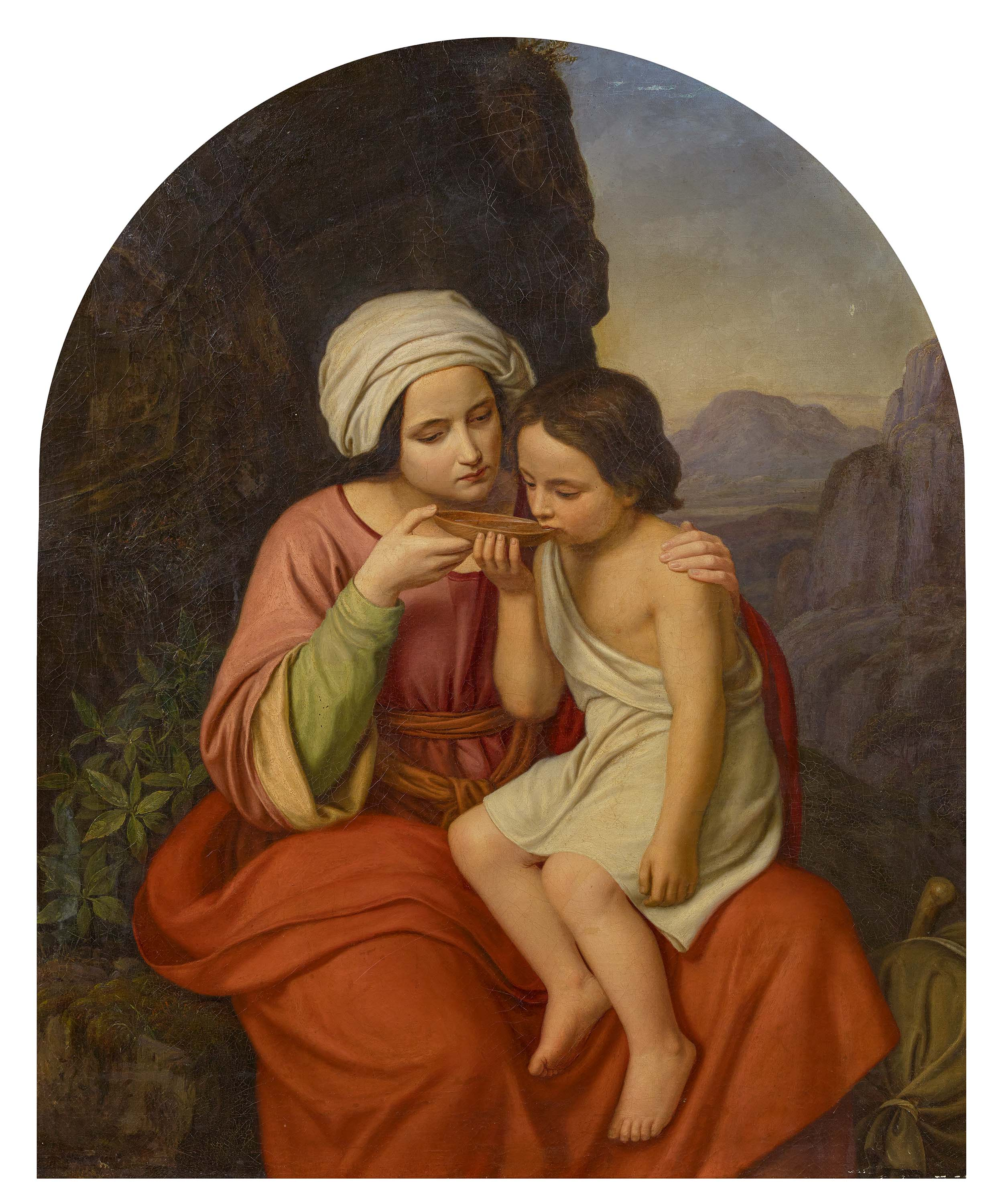
Hagar und Ismael, Gemälde von Julius Uschner

Johann Rudolph Julius Uschner (* 17. Januar 1805 in Lübben im Spreewald, damals Kurfürstentum Sachsen; † 25. Juni 1885 in Dresden) war ein deutscher Historien- und Porträtmaler der Düsseldorfer Schule.

## Leben
Uschner war Sohn des Oberamtsadvokats und Kammerprokurators, später Königlich Preußischen Landgerichtsrats Johann Gottlieb Uschner (1760–1842) und dessen Ehefrau Caroline Auguste Beckmann († 1821), einer Tochter des Lübbener Bürgermeisters Carl August Wilhelm Beckmann, sowie jüngerer Bruder des Dichterjuristen Karl Uschner. Von 1824 bis 1832 war er Schüler von Friedrich Matthäi an der Kunstakademie Dresden. 1831 wurde er Mitglied des Sächsischen Kunstvereins. In den Jahren 1836 bis 1839 studierte er an der Kunstakademie Düsseldorf. Dort war Karl Ferdinand Sohn sein Lehrer. Von 1843 bis September 1846 lebte er in Rom, wo er dem Deutschen Künstlervereins angehörte und 1844 sowie 1846 an dessen „Cervarofesten“ teilnahm. Anschließend wirkte er wieder in Dresden.